# Heterocypris
Heterocypris is een geslacht van kreeftachtigen uit de klasse van de Ostracoda (mosselkreeftjes).

## Soorten
- Heterocypris antilliensis Broodbakker, 1982
- Heterocypris punctata Keyser, 1975
- Heterocypris salina (Brady, 1868)